# Naissance en 1443
Naissance
- 1439
- 1440
- 1441
- 1442
- 1443
- 1444
- 1445
- 1446
- 1447

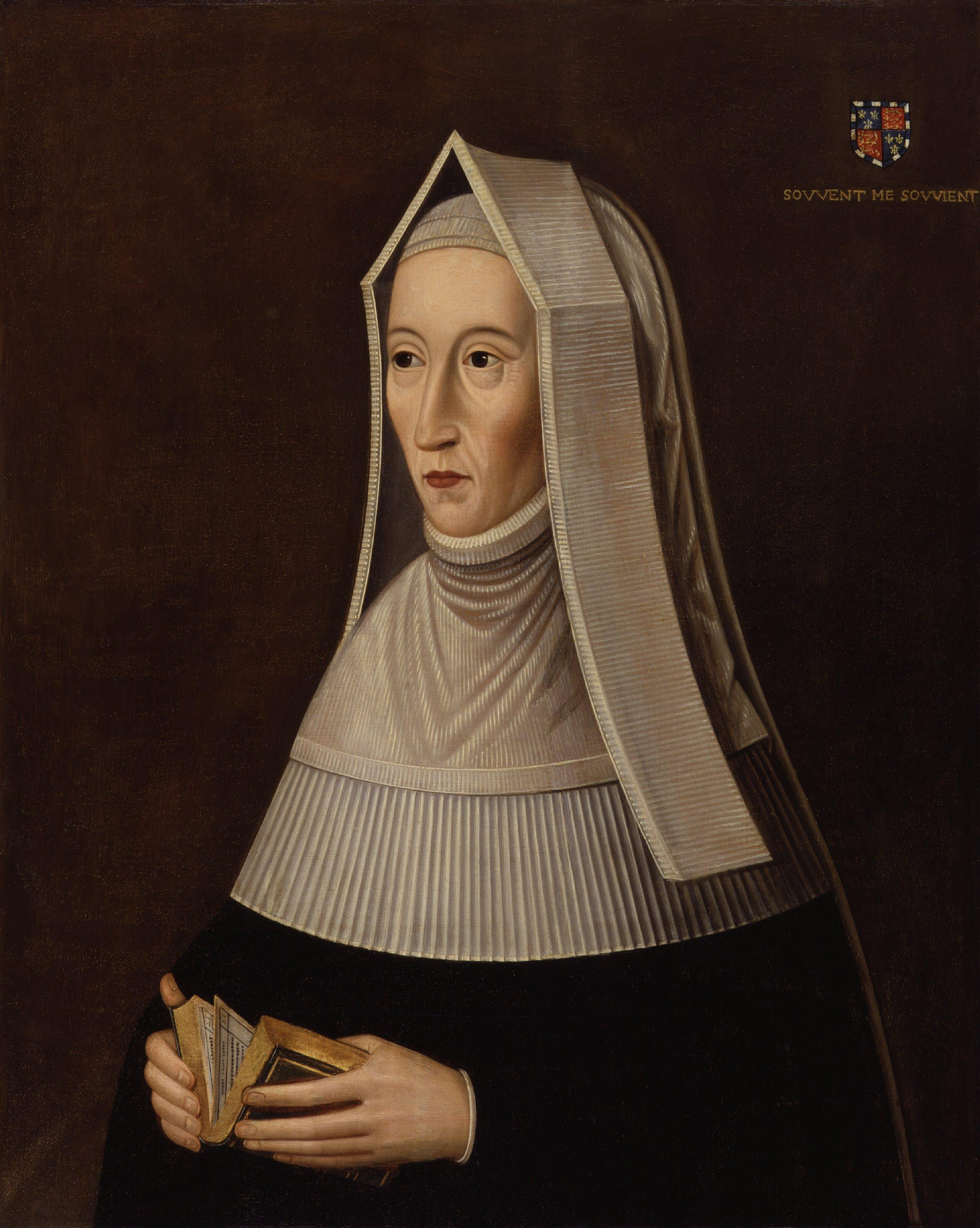
Margaret Beaufort, née en 1443.

Giovanni II Bentivoglio, né en 1443.

Cette page dresse une liste de personnalités nées au cours de l'année 1443  :
- 2 février : Élisabeth de Bavière, électrice consort de Saxe.
- 12 février : Giovanni II Bentivoglio, prince de Bologne.
- 23 février Matthias Ier de Hongrie, ou Mathias Corvin, dit le Juste, ou Matia de Hunedoara, roi de Hongrie.
- 1er mai : Jacopo Caviceo, ecclésiastique et écrivain italien, de Parme.
- 17 mai : Edmond Plantagenêt,  comte de Rutland.
- 29 mai : Victor de Poděbrady, comte de Kladsko, duc de Münsterberg et duc Opava.
- 31 mai : Margaret Beaufort, comtesse de Richmond.
- 31 juillet : Albert III de Saxe, duc de Saxe, co-margrave de Misnie, co-landgrave de Thuringe, margrave de Misnie et gouverneur de Frise.
- 3 novembre : Antonio Benivieni, médecin florentin considéré comme le pionnier de l'autopsie pour la détermination des causes de la mort.
- 10 novembre : Adolphe III de Nassau, comte de Nassau-Wiesbaden et comte de Nassau-Idstein.
- 1er décembre : Madeleine de France, princesse française.
- 5 décembre : Julien della Rovere, futur pape Jules II.

- Sidi Ahmed Ben-Moussa, érudit musulman du Nord-Ouest de l'Afrique.
- Marguerite de Bretagne, duchesse consort de Bretagne.
- Jean IV de Chalon-Arlay, prince d'Orange et seigneur de la Maison de Chalon-Arlay.
- Aymon de Montfalcon, ambassadeur à Rome, conseiller de la duchesse Blanche de Montferrat, puis administrateur de l'évêque de Genève, évêque de Lausanne, comte de Vaud et prince du Saint-Empire.
- Gilbert de Montpensier, comte de Montpensier, dauphin d'Auvergne, comte de Clermont, et vice-roi de Naples.
- Mattioli Battista di Baldassarre, peintre italien.
- Thomas Howard, 1er comte de Surrey puis 2e duc de Norfolk et comte Maréchal.
- Francesco Maturanzio, écrivain helléniste et un humaniste italien du Quattrocento et du Cinquecento.
- Nijō Masatsugu, noble de cour japonais (kugyō) de l'époque de Muromachi.
- Askia Mohammed, empereur songhaï.
- Madeleine Panattieri, laïque du tiers-ordre dominicain.
- Jean Raulin, prédicateur français.
- Girolamo Riario, noble italien.
- Shōhaku, poète japonais waka et renga.
- Antonio Sinibaldi, moine florentin au service des Médicis comme scripteur ou écrivain.

- Date précise inconnue :
- Riccardo Quartararo, peintre italien († 1506).

- Vers 1443 :
- Aloysius Rabatà, religieux carme italien, il devient le supérieur du couvent de Randazzo, est béatifié en 1841 et célébré le 8 mai.

## Crédit d'auteurs
- Cet article est partiellement ou en totalité issu de l'article intitulé « 1443 » (voir la liste des auteurs).